# Buczyna

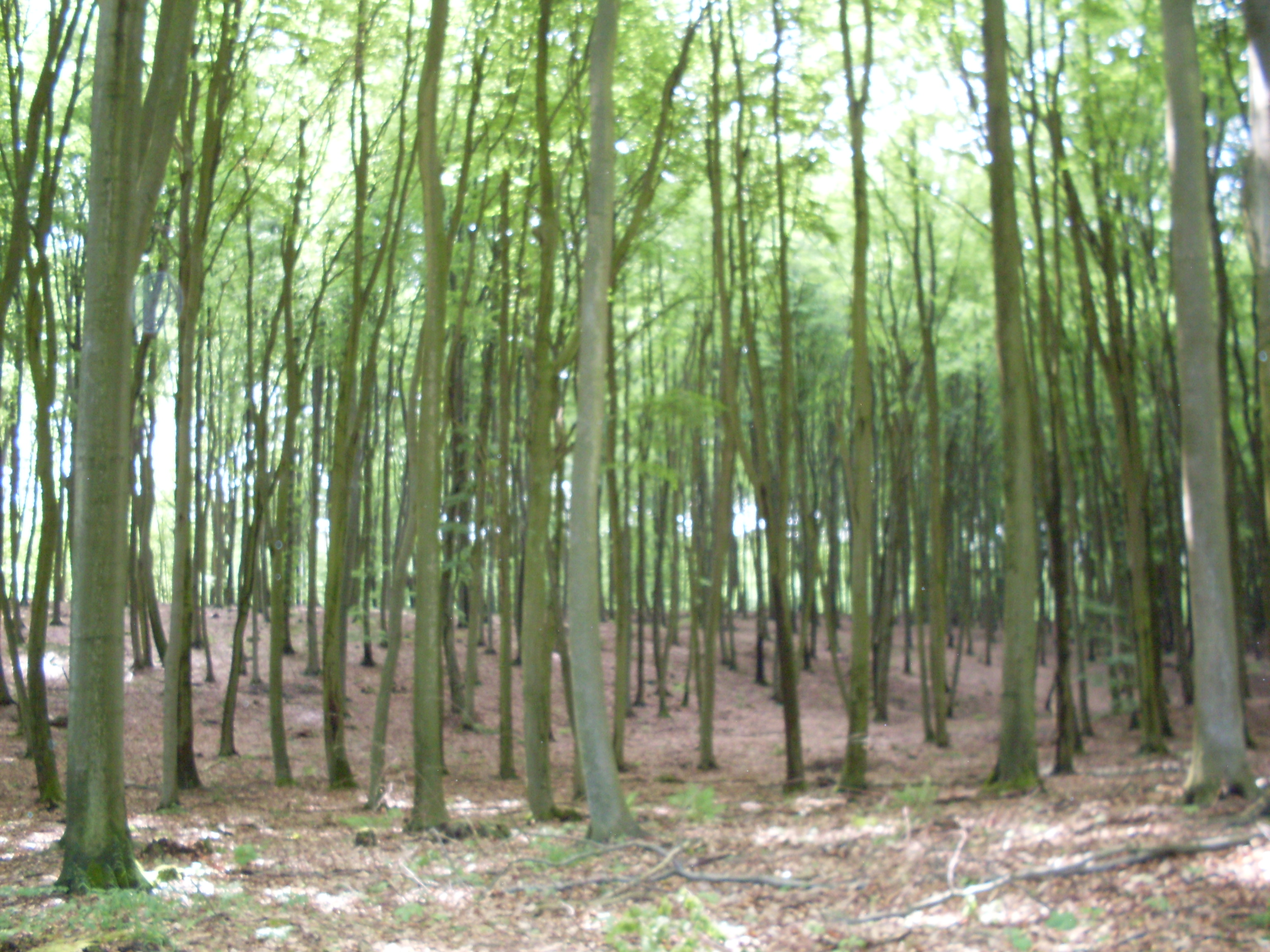
Las bukowy na Wzgórzach Warszewskich, Puszcza Wkrzańska

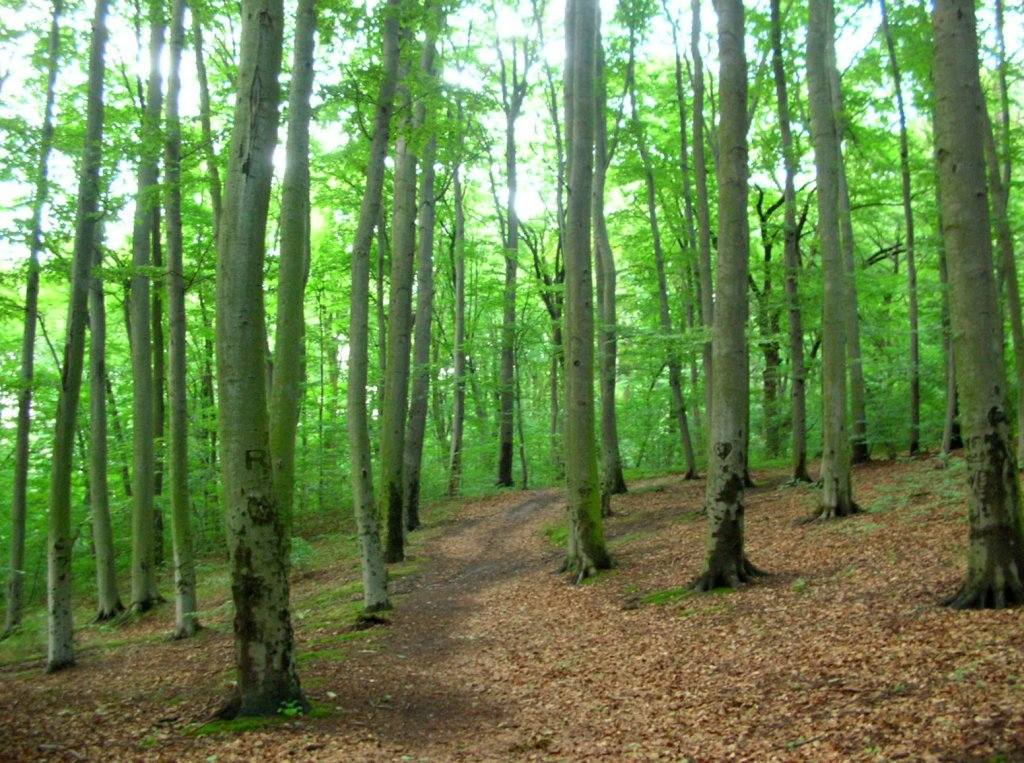
Buczyna w rezerwacie przyrody Las Mariański k. Bydgoszczy

Buczyna (Fagion sylvaticae) – syntakson w randze związku należący do klasy europejskich mezo- i eutroficznych lasów liściastych – (Querco-Fagetea). Leśne zbiorowisko roślinne, zazwyczaj z dominacją buka w drzewostanie. Dno tych lasów jest silnie zacienione, występują w nim rośliny cieniolubne i takie, które kwitną przed listnieniem drzew (geofity). W podszycie i podroście zwykle niemal wyłącznie młode buki. Często runa niemal brak – jest tylko gruba warstwa ściółki (tzw. buczyny nagie).

## Charakterystyka
W Polsce na nizinach buczyny są niemal czysto bukowe (pojedynczo lub w domieszce, rzadko liczniej występują w nich dęby, jesiony wyniosłe, jawory). W górach są to zwykle lasy bukowe z domieszką jodły i świerka, ze względu na kryteria fitosocjologiczne należą tu także lasy jodłowe.
WystępowanieLasy występujące w Europie Środkowej na obszarach o wpływie klimatu suboceanicznego oraz w niższych położeniach górskich. Wykształcają się na siedlisku lasu świeżego, lasu mieszanego wilgotnego i lasu mieszanego świeżego.
Charakterystyczna kombinacja gatunków
ChCl. :  Klon polny Acer campestre, klon zwyczajny Acer platanoides, podagrycznik pospolity Aegopodium podagraria, zawilec gajowy Anemone nemorosa, kłosownica leśna Brachypodium sylvaticum, dzwonek pokrzywolistny Campanula trachelium, turzyca palczasta Carex digitata, leszczyna pospolita Corylus avellana, kruszczyk szerokolistny Epipactis helleborine, trzmielina pospolita Euonymus europaea, trzmielina brodawkowata Euonymus verrucosus, jesion wyniosły Fraxinus excelsior, przylaszczka pospolita Hepatica nobilis, łuskiewnik różowy Lathraea squamaria, Wiciokrzew pospolity Lonicera xylosteum, perłówka zwisła Melica nutans, wiechlina gajowa Poa nemoralis, jaskier różnolistny Ranunculus auricomus, porzeczka alpejska Ribes alpinum, szałwia lepka Salvia glutinosa, cebulica dwulistna Scilla bifolia.
ChO. : piżmaczek wiosenny Adoxa moschatelina, czosnek niedźwiedzi Allium ursinum, zawilec żółty Anemone ranunculoides, sałatnica leśna Aposeris foetida, kopytnik pospolity Asarum europaeum, jarzmianka większa Astrantia major, żurawiec falisty (mech) Atrichum undulatum, turzyca leśna Carex sylvatica, kokorycz pusta Corydalis cava, kokorycz wątła Corydalis intermedia, kokorycz drobna Corydalis pumila, wawrzynek wilczełyko Daphne mezereum, nerecznica samcza Dryopteris filix-mas, wilczomlecz migdałolistny Euphorbia amygdaloides, wilczomlecz słodki Euphorbia dulcis, dzióbkowiec bruzdowany (mech) Eurhynchium striatum, ziarnopłon wiosenny Ficaria verna, złoć mała Gagea minima, gajowiec żółty Galeobdolon luteum, przytulia wonna Galium odoratum, niecierpek pospolity Impatiens noli-tangere, zdrojówka rutewkowata Isopyrum thalictroides, groszek wiosenny Lathyrus vernus, lilia złotogłów Lilium martagon, tojeść gajowa Lysimachia nemorum, szczyr trwały Mercurialis perennis, prosownica rozpierzchła Milium effusum, gnieźnik leśny Neottia nidus-avis, czworolist pospolity Paris quadrifolia, zerwa kłosowa Phyteuma spicatum, kokoryczka wielokwiatowa Polygonatum multiflorum, pierwiosnek wyniosły Primula elatior, miodunka ćma Pulmonaria obscura, miodunka plamista Pulmonaria officinalis, jaskier kaszubski Ranunculus cassubicus, jaskier kosmaty Ranunculus lanuginosus, żankiel zwyczajny Sanicula europaea, trędownik bulwiasty Scrophularia nodosa, czyściec leśny Stachys sylvatica, przetacznik górski Veronica montana, fiołek leśny Viola reichenbachiana.
ChAll. :  buławnik wielkokwiatowy Cephalanthera damasonium, żywiec cebulkowy Dentaria bulbifera, żywiec dziewięciolistny Dentaria enneaphyllos, żywiec gruczołowaty Dentaria glandulosa, buk zwyczajny Fagus sylvatica, kostrzewa leśna Festuca altissima, kostrzewa górska Festuca drymeja, jęczmieniec zwyczajny Hordelymus europaeus, kosmatka gajowa Luzula luzuloides, perłówka jednokwiatowa Melica uniflora, paprotnik Brauna Polystichum braunii, przenęt purpurowy Prenanthes purpurea.
Podkategorie syntaksonomiczne
- podzwiązek: Luzulo-Fagenion – buczyna kwaśna
  - zespół: Luzulo pilosae-Fagetum – buczyna kwaśna niżowa
  - zespół: Luzulo luzuloidis-Fagetum – buczyna kwaśna górska
- podzwiązek: Galio odorati-Fagenion – buczyny żyzne niżowe
  - zespół: Galio odorati-Fagetum – żyzna buczyna niżowa, buczyna pomorska
  - zespół: Mercuriali-Fagetum – buczyna źródliskowa (lub zbiorowisko Fagus sylvatica-Mercurialis perennis)
- podzwiązek: Dentario glandulosae-Fagenion – buczyny żyzne górskie
  - zespół: Dentario glandulosae-Fagetum – buczyna karpacka
  - zespół: Dentario enneaphylli-Fagetum – buczyna sudecka
- podzwiązek: Galio rotundifolii-Abietenion – las jodłowy
  - zbiorowisko: Abies alba-Oxalis acetosella
- podzwiązek: Cephalanthero-Fagenion – buczyna storczykowa, ciepłolubna
  - zespół: Carici albae-Fagetum – ciepłolubna buczyna nawapienna pienińska
  - zespół: Cephalanthero rubrae-Fagetum – nadmorska ciepłolubna buczyna storczykowa
  - zbiorowisko Fagus sylvatica-Cruciata glabra – ciepłolubna buczyna małopolska
  - zbiorowisko Fagus sylvatica-Hypericum maculatum – ciepłolubna buczyna sudecka

## Dyskusja ujęcia syntaksonomicznego i synonimy
W wyniku realizacji projektu Vegetation Survey of Europe przez Międzynarodowe Zrzeszenie Fitosocjologiczne powstał szereg propozycji przebudowy systemu buczyn, m.in. zaproponowano pozostawienie w związku tylko buczyn żyznych. Utrzymano jednak szerokie ujęcie buczyn z podziałem ich na szereg podzwiązków.

## Zagrożenia i ochrona
Zbiorowiska roślinne należące do buczyn są wyznacznikami chronionych siedlisk przyrodniczych wymagających wyznaczania obszarów Natura 2000. Problemem w ochronie walorów przyrodniczych buczyn jest eksploatacja gospodarcza drzewostanów, prowadząca do zubożenia gatunkowego i strukturalnego lasów. Związane jest to z niszczeniem runa przy inicjowaniu odnowienia naturalnego, wprowadzaniem gatunków iglastych przy odnowieniu sztucznym, wykonywaniem zabiegów hodowlanych na dużych powierzchniach jednocześnie tak, że w efekcie powstają rozległe powierzchnie znajdujące się w jednej fazie rozwojowej drzewostanu. Eksploatacja buczyn wiąże się z usuwaniem drzew stosunkowo młodych (wiek rębności dla buków to maksimum 120-130 lat, drzewa w naturze dożywają 200-300 lat).